# Second source
Mit dem Begriff second source (engl. für Zweitlieferant) werden in der Materialwirtschaft und der Produktionswirtschaft eine oder mehrere alternative Lieferanten für ein Produkt bezeichnet, das baugleich und kompatibel mit einem anderen Produkt ist.

## Begriffsursprung
Der Begriff hat seinen Ursprung  in der englischsprachigen Militärlogistik. Hier wird von militärischer Seite mindestens ein räumlich unabhängiger zweiter Produktionsstandort für das entsprechende zu beschaffende Gut für den Fall gefordert, dass der ursprüngliche Produzent nicht mehr liefern kann. Von dort fand er seinen Eingang in die zivile Wirtschaft und Forschung im dortigen Sprachraum. Im Zuge von Anglisierung und Internationalisierung fand er Eingang in die deutsche Wirtschaftssprache.

## Begriffsverwendung
Das Abkündigen oder Nichtverfügbarsein eines Bauteils, das für die Produktion eines Gerätes notwendig ist, stellt eine ernsthafte Bedrohung von Unternehmen dar. Deswegen ist es mittlerweile fast Pflicht, dass es für alle Zukaufteile entweder eine Second source gibt und/oder dass der Lieferant zuverlässig auslaufende Bauteile rechtzeitig vorher ankündigt und eine Last order ermöglicht.

## Begriffsinhalte
Durch die Forderung nach einer vorhandenen second source, also der Nutzung mindestens eines weiteren Herstellers/Lieferanten für ein bestimmtes Wirtschaftsgut neben dem ursprünglichen Hersteller, soll die Gefahr einer Nichtverfügbarkeit des Produktes reduziert werden, falls ein Hersteller nicht mehr lieferfähig ist.
Neben baugleichen Lizenzprodukten kommen dafür auch funktionsgleiche Produkte anderer Hersteller in Betracht, falls diese die Anforderungen erfüllen.
Teile, die den Qualitätsansprüchen nicht genügen, gelten nicht als second source, da sie nicht im Sinne des Originalproduktes einsetzbar sind.

## Vorteile
- Bei mehreren Lieferanten besteht eine bessere Verhandlungsbasis für den Einkäufer, da er mindestens zwei Angebote vergleichen kann, und die Hersteller in Konkurrenz gegeneinander stehen, da keine Monopolstellung für das Produkt vorhanden ist.
- Vermeidung von Produktionsausfallzeiten.

## Nachteile
- Es entsteht ein höherer Prüf- und Testaufwand, falls Zulassungstests und Berechnungen mehrfach notwendig werden.

## Beispiele
- Die Computer-Laufwerke von Iomega kann man auch von anderen Herstellern (oft in abweichender Farbe) erhalten:
  - ZIP-100 extern, parallel: von Epson
  - ZIP-100 intern, IDE: von NEC
  - Jaz, SCSI: von LaCie

- Für die Hartkekse der Bundeswehr gibt es mindestens zwei Lieferanten. Einen in den Niederlanden, den anderen in Italien. Während das erste Produkt süßlich schmeckt, ist das zweite salzig im Geschmack.

- Das "Schweizer Offiziersmesser" wurde sowohl von Victorinox als auch von Wenger produziert. (Wenger wurde später von Victorinox übernommen.)